# O ara o mai
O ara o mai (originalment en anglès: The Bucket List) és una pel·lícula estatunidenca de 2007, dirigida per Rob Reiner, escrita per Justin Zackham i protagonitzada per Jack Nicholson i Morgan Freeman als papers principals. La pel·lícula es va estrenar massivament als Estats Units i el Canadà l'11 de gener de 2008 i fou llançada al Regne Unit el 8 de febrer de 2008, i a Austràlia el 21 de febrer de 2008. Aquesta pel·lícula ha estat doblada al català i va ser emesa a TV3 per primera vegada el 2012.

## Argument
Fa molt de temps, el professor de filosofia de Carter Chambers (Morgan Freeman), en el seu primer any de carrera, va suggerir als seus estudiants que elaboressin una "llista de desitjos", un recompte de totes les coses que volien fer, veure i experimentar a la vida abans de morir. Però, mentre Carter estava encara tractant d'aclarir els seus somnis i plans privats, la realitat es va interposar: matrimoni, fills, una multitud de responsabilitats i, finalment, un treball de mecànic d'automòbils durant 46 anys. Gradualment van canviar la seva idea del que era una llista de desitjos en poc més que un record agredolç d'oportunitats perdudes i en un exercici mental en què pensava de tant en tant per passar el temps mentre treballava sota la capota d'un cotxe.
Mentrestant, el multimilionari empresari Edward Cole (Jack Nicholson) mai veu una llista sense pensar en els beneficis. Sempre està massa ocupat fent diners i construint un imperi per pensar en quines podrien ser les seves necessitats més profundes. A en Carter i l'Edward els detecten a ambdós un càncer perillós i amb poques probabilitats de viure, que deixa a tots dos a l'hospital.
En Carter i l'Edward comparteixen una habitació d'hospital amb molt de temps per a pensar en el que passarà a continuació, i respecte a això està a les seves mans. Tot i les seves diferències, aviat descobreixen que tenen dues coses molt importants en comú: una necessitat no satisfeta d'acceptar-se en si mateixos i les eleccions que han fet, i un desig urgent de passar el temps que han perdut fent tot el que sempre van voler fer.
Així que, en contra de les ordres del metge i del sentit comú, aquests dos autèntics desconeguts abandonen l'hospital i es llacen junts a la carretera per viure l'aventura de les seves vides.

## Repartiment
- Jack Nicholson com a Edward Cole
- Morgan Freeman com a Carter Chambers
- Sean Hayes com a Thomas/Matthew
- Beverly Todd com a Virginia Chambers
- Rob Morrow com a doctor Hollins
- Alfonso Freeman com a Roger Chambers
- Rowena King com a Angelica
- Jennifer Defrancisco com a Emily Cole
- Serena Reeder com a Rachel

## Crítica
La pel·lícula va rebre crítiques mixtes dels crítics de cinema, però va ser un èxit de taquilla i va recaptar un total de 175,3 milions de dòlars a tot el món.